# デジタルコンテンツEXPO
デジタルコンテンツEXPO（デジタルコンテンツエキスポ）は、2008年から日本で開催されている、超高精細映像やバーチャルリアリティなどのデジタルコンテンツ技術をテーマとしたイベントである。主催は一般財団法人デジタルコンテンツ協会(DCAJ)、共催は日本科学未来館。

## 概要
会場は東京都江東区の東京臨海副都心にある日本科学未来館。展示会、シンポジウム・セミナー、映像上映、ステージイベントなどのプログラムで構成されている。コ・フェスタ（JAPAN国際コンテンツフェスティバル ）のオフィシャル・イベントである。

### 開催日程
- 第1回　 会期：2008年10月23日(木)から26日(日)の4日間
- 第2回　 会期：2009年10月22日(木)から25日(日)の4日間
- 第3回　 会期：2010年10月14日(木)から17日(日)の4日間
- 第4回　 会期：2011年10月20日(木)から22日(土)の3日間
- 第5回　 会期：2012年10月25日(木)から27日(土)の3日間
- 第6回　 会期：2013年10月24日(木)から26日(土)の3日間
- 第7回　 会期：2014年10月23日(木)から26日(日)の4日間
- 第8回　 会期：2015年10月22日(木)から25日(日)の4日間
- 第9回　 会期：2016年10月27日(木)から30日(日)の4日間
- 第10回　会期：2017年10月27日(金)から29日(日)の3日間

### コンセプト
「デジタルイノベーションの架け橋」
デジタルコンテンツEXPOは、新たな研究開発から生まれた優れた技術が事業化に至らずに姿を消してしまう”死の谷”を越える掛け橋となって、デジタルコンテンツ分野の先進技術を広く社会に示し、新たなビジネスの創出や他の産業分野への応用が促進されることを目的としている。

## 主な事業

### Innovative Technologies
Innovative Technologiesは、コンテンツ産業の発展に大きく貢献することが期待される技術を発掘・表彰し、他産業分野を含む社会全体に広く普及させることを目的に経済産業省が行う事業。技術マップ2015（コンテンツ分野）で示されている技術開発の方向性に基づき、他産業への応用や新市場創出の可能性がある先進的な技術を広く公募により選出し、デジタルコンテンツEXPOの会場で一般来場者に向け展示・実演を行う。2017年に名称をInnovative Technologies+に変更し、ビジネスモデルを対象に加えた。
[採択技術]　20件程度
[特別賞]　採択技術の中から、特に産業・文化への波及・応用の可能性が高いものに「特別賞」を贈呈。
- Creation：特にコンテンツ産業の生産性・表現性の向上に資する技術・ビジネスモデル
- Industry：特にデジタルコンテンツ分野以外の産業分野への波及・応用が期待される技術・ビジネスモデル
- Culture：特に文化・芸術分野への波及・応用が期待される技術・ビジネスモデル
- Human：特にライフサイエンス分野への波及・応用が期待される技術（2012〜2016年）
- Ecology：特に環境分野への波及・応用が期待される技術（2012〜2014年）
- 選考委員特別賞：上記以外で選考委員会が特に優れていると評価した技術・ビジネスモデル

[SIGGRAPH Special Prize]
採択技術の中から、世界的なコンピュータグラフィックスとインタラクティブ技術の国際会議「SIGGRAPH」のCommitteeが選考し、翌年に米国で開催される「SIGGRAPH」の「Emerging Technologies」に出展する権利が与えられる。

### Features
Featuresは、デジタルコンテンツ分野においてその年に特に注目を集めている技術を取り上げ、展示やシンポジウム等で紹介する事業。

### Content Technology Showcase (CTS)
Content Technology Showcase (CTS) は、企業や大学がデジタルコンテンツEXPOに出展し、展示やセミナー等で自らの先進技術を紹介する事業。

### ガジェットJAPAN
ガジェット JAPAN は、先進のコンテンツ技術と独創的な発想から生まれたユニークなデバイスやソフトウェアを紹介する事業。

### International Program
International Programは、海外のコンテンツ産業関連団体との連携により、デジタルコンテンツ分野の世界の動向を紹介する事業。

## Innovative Technologiesの採択技術

### 2012年
|    | 技術名 | 採択者名 | 特別賞   |
| -- | --- | --- | -------- |
| 1  | 「ワールドワールドズ」(回転する地球)(二人が回る):360 度パノラマ環境に近い携帯と固 定/ルームウエアーインタフェース 全体を使ったエンターテイメント | 会津大学 スペーシャル メディア グループ; Eyes, JAPAN; GClue                                                                                       |          |
| 2  | ヒット現象の数理モデル | 鳥取大学 工学部 応用数理工学科 石井研究室 |          |
| 3  | リアルタイム 3 次元心拍動シミュレータ | 国立循環器病研究センター 研究所、東京大学大学院 情報理工学系研究科、滋賀医科大学 循環器内科、理化学研究所基幹研究所                               | Human    |
| 4  | 代替現実(Substitutional Reality: SR)システム | 理化学研究所 脳科学総合研究センター 適応知性研究チーム                                                                                            |          |
| 5  | 高速・高精度な顔画像処理に基づくものまねアバターシステム                                                                                         | 慶應義塾大学 理工学部 システムデザイン工学科 満倉研究室                                                                                           |          |
| 6  | インテグラル立体テレビ | 日本放送協会 |          |
| 7  | MM-Space: 次世代ビデオ会議のための会話場再構成システム                                                                                           | NTT コミュニケーション科学基礎研究所 | Ecology  |
| 8  | 新感覚タッチパネル(リアル触感の実現) | 京セラ株式会社 |          |
| 9  | 透明プリウス | 慶應義塾大学大学院 メディアデザイン研究科 稲見研究室                                                                                              | Industry |
| 10 | Agni's Philosophy | 株式会社スクウェア・エニックス |          |
| 11 | 世界初、AR(拡張現実)情報をフロントガラスの前方に映し出すヘッドアップディスプレイ 「AR HUDユニット」                                              | パイオニア株式会社 |          |
| 12 | メディアブロックチェア | チームラボ株式会社 |          |
| 13 | 2 次元通信によるヒューマンインターフェース | 東京大学 大学院情報理工学系研究科 システム情報学専攻 篠田研究室                                                                                   |          |
| 14 | enchant.js | 株式会社ユビキタスエンターテインメント |          |
| 15 | 宙海月-触手ロボット | 東京大学大学院 情報学環 河口研究室 |          |
| 16 | 追体験のためのバーチャル身体技術 | 首都大学東京大学院 システムデザイン研究科 池井研究室、 東京大学大学院 情報学環 広田研究室、 日本電信電話株式会社 コミュニケーション科学基礎研究所 |          |
| 17 | 拡張満腹感 | 東京大学大学院 情報理工学系研究科 知能機械情報学専攻 廣瀬・谷川研究室                                                                             |          |
| 18 | DIVE into World Heritage 3D | パナソニック株式会社 | Culture  |
| 19 | 従来TVと互換性のある新3D放送方式「Advanced Stereo 3D」                                                                                           | 株式会社 NHK メディアテクノロジー |          |
| 20 | QUMARION(QUMA 技術:入力装置ならびに制御技術) | 株式会社セルシス/ソフトイーサ株式会社/株式会社ビビアン                                                                                            |          |
| 21 | Pinch: 複数の画面をつまんで繋げるユーザー・インターフェース                                                                                      | 東京工科大学大学院 バイオ・情報メディア研究科 メディア学専攻 コム・メディア・デザイ ン研究室                                                      |          |
| 22 | Hand-rewriting | 東京大学大学院 情報理工学系研究科/学際情報学府 苗村研究室(橋田朋子、西村光平、 苗村健)                                                            |          |

### 2013年
|    | 技術名                                                                                    | 採択者名 | 特別賞   |
| -- | ----------------------------------------------------------------------------------------- | --- | -------- |
| 1  | 1ms オートパン・チルト                                                                    | 東京大学石川奥研究室 | Industry |
| 2  | ホログラムプリンター                                                                      | パイオニア株式会社 |          |
| 3  | Visual SyncAR:映像同期型AR技術                                                            | 日本電信電話株式会社 NTTメディアインテリジェンス研究所 |          |
| 4  | こだわり物理エンジン                                                                      | 東京大学大学院 情報理工学系研究科 五十嵐研究室 |          |
| 5  | 扇情的な鏡                                                                                | 東京大学大学院 情報理工学系研究科 廣瀬・谷川研究室 |          |
| 6  | マイクロレンズアレイを用いた角度検出技術と AR マーカへの応用                              | 独立行政法人産業技術総合研究所 知能システム研究部門 |          |
| 7  | dePENd                                                                                    | 慶應義塾大学 筧康明研究室 |          |
| 8  | アクアトップディスプレイ                                                                  | 電気通信大学 情報システム学 小池研究室 | Culture  |
| 9  | 音を中心としたリアルタイム同期システム                                                    | 早稲田大学 理工学術院 基幹理工学部 表現工学科 音コミュニケーション科学研究室 |          |
| 10 | LightCloth                                                                                | JST ERATO 五十嵐デザインインタフェースプロジェクト、明治大学 総合数理学部 先端メディアサイエンス学科 橋本研究室、慶應義塾大学 大学院メディアデザイン研究科 リアリティメディアプロジェクト、東京大学 大学院情報理工学系研究科 五十嵐研究室 |          |
| 11 | 5 分程度で心血管構造を 3DCG モデル化して表示できるシステム                                | 国立循環器病研究センター、京都大学大学院情報学研究科、奈良先端科学技術大学院大学情報科学研究科 |          |
| 12 | ブレインコンピューターインターフェイス技術による人工神経接続                              | 生理学研究所・認知行動発達機構研究部門 | Human    |
| 13 | 外科手術手技の意思決定を支援する非接触直感操作型インタフェース Opect                      | 東京女子医科大学 先端生命医科学研究所 先端工学外科学分野 |          |
| 14 | チームラボボディ                                                                          | チームラボボディ株式会社 |          |
| 15 | Hairlytop Interface:毛をモチーフにした柔らかいインタフェース                              | 電気通信大学 大学院情報システム学研究科 野嶋研究室、株式会社シンフォディア・フィル |          |
| 16 | でるキャラ                                                                                | 東京大学 苗村研究室 |          |
| 17 | 人工脳 SOINN                                                                              | 東京工業大学 長谷川修研究室 | Ecology  |
| 18 | AR で建築施工支援                                                                         | 千葉大学大学院 工学研究科 平沢研究室 |          |
| 19 | 「2x3D」 2D+3D 互換の多重化ディスプレイシステム                                           | 神奈川工科大学 白井研究室 |          |
| 20 | 次世代フレキシブルデバイス 電気音響変換フィルム BEAT(BendableElectro-Acoustic Transducer) | 富士フイルム株式会社 |          |

### 2014年
|    | 技術名                                            | 採択者名                                                  | 特別賞   |
| -- | ------------------------------------------------- | --------------------------------------------------------- | -------- |
| 1  | スケルトニクス・アライブ                          | スケルトニクス株式会社                                    |          |
| 2  | テロミス:自由形状をした紙飛行機のデザインシステム | 東京大学,JST/ERATO                                        |          |
| 3  | V-Sido OS                                         | アスラテック株式会社                                      |          |
| 4  | みらいのこくばんプロジェクト                      | 株式会社サカワ                                            |          |
| 5  | 空中触覚タッチパネル                              | 東京大学大学院 新領域創成科学研究科 篠田・牧野研究室      | Industry |
| 6  | 勝率 100%じゃんけんロボット                       | 東京大学 石川渡辺研究室                                   |          |
| 7  | ピクシーダスト                                    | 東京大学 暦本研究室・落合陽一/名古屋工業大学 星研究室     | Culture  |
| 8  | Hamsa Touch                                       | 国立大学法人電気通信大学、株式会社アイプラスプラス        |          |
| 9  | シースループロジェクション                        | パイオニア株式会社                                        |          |
| 10 | X-TECH GEAR                                       | 株式会社 TBWA HAKUHODO                                    |          |
| 11 | JINS MEME                                         | 株式会社 JIN,慶應義塾大学,芝浦工業大学,東北大学           | Human    |
| 12 | 民間月面探査ローバー                              | 株式会社 ispace                                           |          |
| 13 | インカンタトリーペーパー                          | 東京大学苗村研究室                                        |          |
| 14 | 指でつまむと引っ張られる感覚:ぶるなび3            | 日本電信電話株式会社 NTT コミュニケーション科学基礎研究所 |          |
| 15 | アクアフォールディスプレイ                        | 東京工業大学 大学院情報理工学研究科 小池研究室            |          |
| 16 | neurocam                                          | 株式会社電通 CDC                                          |          |
| 17 | Project Morpheus                                  | 株式会社ソニー・コンピュータエンタテインメント            |          |
| 18 | AgIC 回路プリンタ                                 | 東京大学大学院理工系研究科/AgIC 株式会社                  | Ecology  |
| 19 | Whill                                             | Whill.Inc                                                 | Human    |
| 20 | 物流支援ロボット CarriRo                          | 株式会社 ZMP                                              |          |

### 2015年
|    | 技術名                                                     | 採択者名                                                                                   | 特別賞                 |
| -- | ---------------------------------------------------------- | ------------------------------------------------------------------------------------------ | ---------------------- |
| 1  | 視触覚クローン                                             | 東京大学大学院新領域創成科学研究科 篠田・牧野研究室                                        |                        |
| 2  | 音のユニバーサルデザイン化支援システム「おもてなしガイド」 | ヤマハ株式会社                                                                             |                        |
| 3  | るみぺん2:ダイナミックプロジェクションマッピングシステム   | 東京大学 石川・渡辺研究室/群馬大学 奥研究室                                                |                        |
| 4  | なりきろいど                                               | ヤフー株式会社                                                                             |                        |
| 5  | フェアリーライツ                                           | 筑波大学 デジタルネイチャーグループ/宇都宮大学 早﨑・長谷川研究室、名古屋工業大学 星研究室 |                        |
| 6  | 陰消型プロジェクションマッピングマーカー                   | 大阪大学 大学院基礎工学研究科 佐藤研究室                                                   |                        |
| 7  | FluxPaper -動く付箋                                        | 慶應義塾大学理工学研究科今井研究室/マイクロソフトリサーチ                                  |                        |
| 8  | エンチャンテーブル                                         | 東京大学 苗村研究室                                                                        |                        |
| 9  | Augumented TV                                              | NHK                                                                                        |                        |
| 10 | Sight                                                      | Sight Project                                                                              |                        |
| 11 | 布地に印刷で作る伸縮性筋電センサー                         | 東京大学工学系研究科 染谷研究室、JST ERATO 染谷生体調和エレクトロニクスプロジェクト        | Industry Human         |
| 12 | Live2D Euclid                                              | 株式会社 Live2D                                                                            |                        |
| 13 | リリックスピーカー                                         | 株式会社 SIX                                                                               |                        |
| 14 | 変幻灯                                                     | 日本電信電話株式会社                                                                       |                        |
| 15 | FOVE - 視線追跡型仮想現実HMD                               | 株式会社 FOVE                                                                              | SIGGRAPH Special Prize |
| 16 | スマートシューズシステム“オルフェ”                         | 株式会社ノーニューフォークスタジオ                                                         |                        |
| 17 | メッシュプロジェクト                                       | ソニー株式会社 MESH project                                                                | Culture                |
| 18 | ペーパーメカトロニクス:印刷で作るロボット                  | 早稲田大学 先進理工学部 橋本研究室                                                         |                        |
| 19 | デジタルおしゃぶり                                         | 東京大学、慶應義塾大学                                                                     |                        |
| 20 | らくがき動物園                                             | 株式会社ココノヱ                                                                           | 選考委員特別賞         |

### 2016年
|    | 技術名                                                               | 採択者名                                                                                              | 特別賞                 |
| -- | -------------------------------------------------------------------- | --- | ---------------------- |
| 1  | Luminescent Tentacles                                                | 金沢美術工芸大学 美術工芸学部 中安研究室                                                              |                        |
| 2  | fVisiOn: 全周360度から観察可能なテーブル型メガネなし3Dディスプレイ   | 国立研究開発法人情報通信研究機構 ユニバーサルコミュニケーション研究所                                 |                        |
| 3  | 自律型ロボットを用いたリアルタイム戦略ゲームシステム「CODE HORIZON」 | 株式会社ミラ                                                                                          |                        |
| 4  | Qoncept 4D Tracker                                                   | 株式会社コンセプト / データスタジアム株式会社                                                         |                        |
| 5  | ホログラフィックウィスパー                                           | ピクシーダストテクノロジーズ                                                                          |                        |
| 6  | TABO                                                                 | touch.plus / 株式会社バスキュール / プログレステクノロジーズ株式会社                                  |                        |
| 7  | 8K Time into Space                                                   | NHK / MIT Media Lab                                                                                   |                        |
| 8  | PanoPlaza Movie/Live                                                 | カディンチェ株式会社                                                                                  |                        |
| 9  | フィジタルフィールド                                                 | 東京大学 苗村研究室                                                                                   |                        |
| 10 | HapTONE                                                              | 電気通信大学 情報理工学研究科 情報学専攻 梶本研究室                                                   |                        |
| 11 | Cross-Field Haptics:多重場による触覚提示                             | 筑波大学 デジタルネイチャー研究室                                                                     |                        |
| 12 | 8K:VR シアター                                                       | NHK メディアテクノロジー / NHK エンタープライズ                                                       | 選考委員特別賞         |
| 13 | 失禁体験装置                                                         | 電気通信大学 ロボメカ工房 VR 部隊失禁研究会                                                           | Human                  |
| 14 | 女子高生 AI りんな                                                   | 日本マイクロソフト株式会社                                                                            |                        |
| 15 | ショートショートの自動生成の試み                                     | きまぐれ人工知能プロジェクト 作家ですのよ                                                             |                        |
| 16 | Unlimited Corridor                                                   | 東京大学 大学院情報理工学系研究科 廣瀬・谷川・鳴海研究室 / ユニティ・テクノロジーズ・ジャパン合同会社 |                        |
| 17 | AI による白黒写真の自動色付けシステム                                | 早稲田大学 基幹理工学部 石川研究室                                                                    | Culture                |
| 18 | 編隊飛行ドローンとオーディオビジュアルテクノロジー                   | Sky Magic(スカイマジック)                                                                             | SIGGRAPH Special Prize |
| 19 | モバイル型ロボット電話 ロボホン                                      | シャープ株式会社                                                                                      |                        |
| 20 | MotionScore                                                          | 株式会社電通                                                                                          |                        |

### 2017年
|    | 技術名                                                                         | 採択者名 | 特別賞                 |
| -- | ------------------------------------------------------------------------------ | --- | ---------------------- |
| 1  | 流動床インターフェース：液体のように振る舞う砂を用いたインタラクションシステム | ものつくり大学 / 東京工業大学                                                                                      | Creation               |
| 2  | ウェアラブル英会話教師 ELI                                                     | monom / 1-10 / 株式会社 博報堂プロダクツ                                                                           |                        |
| 3  | DAHLES - HoloLens大規模同期ARライブシステム                                    | 株式会社ドワンゴ                                                                                                   |                        |
| 4  | TWINCAM：全天球リアルタイム立体視テレプレゼンスシステム                        | 首都大学東京 大学院システムデザイン研究科 / NTT コミュニケーション科学基礎研究所 / 電気通信大学 / 豊橋技術科学大学 |                        |
| 5  | バーチャルプロダクション                                                       | 東映ツークン研究所 / 株式会社コンセプト                                                                            |                        |
| 6  | 空中超音波による匂い環境制御                                                   | 東京大学大学院 新領域創成科学研究科 複雑理工学専攻 篠田・牧野研究室                                                |                        |
| 7  | HangerON : ハンガー反射を用いたベルト型歩行操作コントローラ                    | 電気通信大学 情報理工学研究科 情報学専攻 梶本研究室                                                                |                        |
| 8  | バーチャルな加速感覚を付加する高臨場感VRヘッドセット                           | 大阪大学 大学院情報科学研究科 / 明治大学 総合数理学部                                                              |                        |
| 9  | シニアVRトレーニングサービス                                                   | 大日本印刷株式会社                                                                                                 |                        |
| 10 | Clothcreen                                                                     | 東京大学 苗村研究室 / 電気通信大学 小泉研究室                                                                      |                        |
| 11 | GoThro                                                                         | 東京大学 苗村研究室 / 電気通信大学 小泉研究室                                                                      |                        |
| 12 | 生活支援ロボット                                                               | トヨタ自動車株式会社                                                                                               | SIGGRAPH Special Prize |
| 13 | ランドロイド                                                                   | セブン・ドリーマーズ・ラボラトリーズ株式会社                                                                       | Industry               |
| 14 | 日本列島VR                                                                     | 合資会社VoxcellDesign                                                                                              | 選考委員特別賞         |
| 15 | 電子ペーパー「Prism」を使ったドレス                                            | 大日本印刷株式会社                                                                                                 | Culture                |
| 16 | 無限階段                                                                       | 東京大学大学院 情報理工学系研究科 廣瀬・谷川・鳴海研究室                                                           |                        |
| 17 | 浮遊球体ドローンディスプレイ                                                   | 株式会社NTTドコモ                                                                                                  |                        |
| 18 | b.g. ～メガネを知り尽くしたメガネスーパーにしかできないウェアラブル～          | 株式会社メガネスーパー / 株式会社Enhanlabo                                                                         |                        |
| 19 | GNSS-LiDAR: ドローンによる3Dマッピング                                         | 早稲田大学 高等研究所                                                                                              |                        |
| 20 | トイ・プラットフォームtoio                                                     | ソニー株式会社 |                        |

## Innovative Technologies実用化技術大賞
2012年から2015年までのnnovative Technologies採択技術82件から、特に実用化が進んだものが2016年に表彰された。
|      | 技術名                                                                                   | 採択者名                                           |
| ---- | ---------------------------------------------------------------------------------------- | -------------------------------------------------- |
| 金賞 | Project Morpheus (Innovative Technologies 2014)                                          | 株式会社ソニー・インタラクティブエンタテインメント |
| 銀賞 | WHILL (Innovative Technologies 2014 / 特別賞 Human)                                      | WHILL株式会社                                      |
| 銅賞 | AgIC回路プリンタ (Innovative Technologies 2014 / 特別賞 Ecology)                         | 東京大学 情報理工学系研究科 / AgIC株式会社         |
| 銅賞 | FOVE - 視線追跡型仮想現実HMD (Innovative Technologies 2015 / ACM SIGGRAPH Special Prize) | 株式会社FOVE                                       |